# Cantó de Sent Vincenç de Tiròssa
El cantó de Sent Vincenç de Tiròssa és un cantó francès del departament de les Landes, situat al districte de Dacs. Té 11 municipis i el cap és Sent Vincenç de Tiròssa.

## Municipis
- Benessa de Maremne
- Cap Berton
- Jòssa
- La Vena
- Òrcs
- Senta Maria de Gòssa
- Sent Joan de Marsac
- Sent Martin de Hins
- Sent Vincenç de Tiròssa
- Sauvion
- Saubrigas

## Història
| Data d'elecció                           | Identitat             | Partit | Qualitat |
| ---------------------------------------- | --------------------- | ------ | -------- |
| 1979-1998                                | Jean-Pierre Dufau     | PS     |          |
| 1998-2004                                | Jean-Claude Sescousse | PS     |          |
| 2004-                                    | Jean-François Dussin  | PS     |          |
| les dades anteriors no són pas conegudes |                       |        |          |
|                                          |                       |        |          |

## Demografia
| 1962   | 1968   | 1975   | 1982   | 1990   | 1999   | 2006   |
| ------ | ------ | ------ | ------ | ------ | ------ | ------ |
| 12.874 | 13.972 | 15.064 | 16.551 | 19.486 | 22.977 | 27.573 |